# Eike Backhaus
Eike Backhaus (* 29. April 1965) ist ein ehemaliger deutscher Radsportler und DDR-Meister im Radsport.

## Sportliche Laufbahn
Seinen ersten internationalen Erfolg verbuchte er beim Internationalen Jugendpokal 1982 in Forst, als er in der Gesamtwertung des Etappenrennens den dritten Platz gewann. Einen weiteren und wichtigeren internationalen Erfolg hatte er bei den UCI-Junioren-Weltmeisterschaften 1982, als er in der Mannschaftsverfolgung mit dem Team der DDR (mit Müller, Raddatz und Carsten Wolf) die Silbermedaille gewann. 1983 gewann er seinen ersten Titel, als er DDR-Meister in der A-Jugendklasse in der Einerverfolgung wurde. Bei diesen Titelkämpfen holte er mit Uwe Hochfeld auch den Titel im Zweier-Mannschaftsfahren. Backhaus startete für den SC Turbine Erfurt und wurde 1985 DDR-Meister in der Mannschaftsverfolgung. In dieser Disziplin konnte er 1986 auch Vize-Meister werden.